# Impatiens viscosa
Impatiens viscosa är en balsaminväxtart som beskrevs av Richard Henry Beddome. Impatiens viscosa ingår i släktet balsaminer, och familjen balsaminväxter. Inga underarter finns listade i Catalogue of Life.